# Iouri Norstein
Iouri Norstein (en russe : Юрий Норштейн), ou Youri Norstein, est un cinéaste d'animation russe, né le 15 septembre 1941 à Andreïevka, dans la région de Penza (alors en Union soviétique).

## Biographie
Iouri Borissovitch Norstein (en russe : Юрий Борисович Норштейн) naît le 15 septembre 1941 à Andreïevka, dans la région de Penza (alors en Union soviétique),. Fils d'un ajusteur dans l'industrie du bois, il étudie d'abord l'ébénisterie et commence sa vie professionnelle en travaillant dans le bois.
En 1959, il suit un cycle de deux ans d'études de peintre-animateur au studio de cinéma Soyouzmoultfilm, où il commence à travailler en 1961. D'abord plus attiré par la peinture que par l'animation, il se résout à rester dans ce métier, notamment après la lecture d'ouvrages d'Eisenstein.
Il épouse Francesca Iarboussova, avec laquelle il a étudié à l'école d'art de Moscou. Elle devient sa plus fidèle collaboratrice. Ensemble, ils réalisent notamment les célèbres Hérisson dans le brouillard (1975) et Le Conte des contes (1979),.
Avec la disparition de l'Union soviétique et le déclin de Soyouzmoultfilm, la carrière de Norstein, désormais exposée à la loi du marché, est entravée par des difficultés de production.
La totalité de son œuvre représente moins de deux heures de programme, auxquelles il a consacré toute sa vie. Il utilise ensemble de nombreuses techniques d'animation, et n'hésite pas à mettre à l'écran le brouillard ou l'eau, qui sont d'une utilisation difficile en animation. De plus, il est considéré comme un maître de la profondeur de champ et des mouvements d'appareil.
Le Conte des Contes est élu meilleur dessin animé de tous les temps lors des Olympiades de l'animation organisées à l'occasion des Jeux olympiques d'été de Los Angeles en 1984,,.
En 1981, il entreprend de porter à l'écran Le Manteau de Nicolas Gogol, une production qui se présente comme la plus longue jamais observée dans le domaine d'animation qui a subi de multiples problèmes financiers et qui était toujours en production en 2013,.
En 2002, son Hérisson dans le brouillard (1975) fait l'objet d'une adaptation en album pour enfants.
Le réalisateur Youri Tcherenkov a été son élève.
On peut signaler qu'il a participé avec d'autres collaborateurs à la rédaction d'une biographie d'Ivan Ivanov-Vano éditée pour célébrer en 2010 le 110e anniversaire de la naissance de ce célèbre cinéaste d'animation avec lequel Norstein a travaillé à ses débuts

## Filmographie

### Réalisateur
- 1968 : Le 25 octobre - premier jour (25-е — первый день 25-e - pervyï den’), avec Arkadi Tiourine (ru)
- 1971 : La Bataille de Kerjenets (Сеча при Керженце, Sietcha pri Kerjentse), avec Ivan Ivanov-Vano
- 1973 : La Renarde et le lièvre (Лиса и заяц, Lissa i zayats)
- 1974 : Le Héron et la cigogne (Цапля и журавль, Tsaplia i jouravl’)
- 1975 : Le Hérisson dans le brouillard ou Le Petit Hérisson dans la brume (Ёжик в тумане, Iojik v toumanie)
- 1979 : Le Conte des contes (Сказка сказок, Skazka skazok)
- 2003 : Participation à Jours d'hiver (冬の日, Fuyu no hi)

Projet
- Le Manteau (Шине́ль, Chiniel’) (depuis 1981, en cours de réalisation)

### Animateur
- 1966 : Mon crocodile vert (Мой зеленый крокодил, Moy zielionï krokodil) de Vadim Kourtchevski
- 1974 : La vieille dame au Chapeau-Claque (Шапокляк, Chapokliak) de Roman Katchanov

### Effets spéciaux
- 1971 : Le Bien de la République (Достояние республики, Dostoyanie respubliki) de Vladimir Bytchkov (ru)

## Édition en vidéo
En France, les courts métrages de Iouri Norstein ont été édités en DVD par le studio Ide en 2004, sous le titre Les Maîtres de l'animation russe : Youri Norstein.